# Annegret Schenkel
Annegret Schenkel (* 13. Juni 1979 in Dresden) ist eine deutsche Quizspielerin, Lektorin und Korrektorin. Sie ist bekannt als „Jägerin“ aus der ARD-Fernsehsendung Gefragt – Gejagt, in der sie seit 2022 als „Die Schlagfertige“ auftritt.

## Leben

### Studium und Beruf
Schenkel wuchs in Dresden auf. Von 1998 bis 2004 studierte sie Soziologie und Germanistik an der Universität Leipzig. 2001 und 2002 machte sie ein Auslandsstudium in Soziologie, Germanistik und Kunstgeschichte an der University of Edinburgh. Neben dem Studium absolvierte sie Praktika in verschiedenen Verlagen. Seit 2006 ist Schenkel als freie Lektorin sowie Korrektorin tätig. Sie lebt in Leipzig.

### Quiz
Am 14. Mai 2014 trat sie als Kandidatin bei Quizduell an, am 23. Oktober 2014 bei Der Quiz-Champion, wo sie allerdings im ersten Duell gegen Guido Knopp scheiterte, und am 1. November 2014 bei Gefragt – Gejagt, wo sie mit ihrem Team gegen den „Jäger“ Klaus Otto Nagorsnik gewann. Seit 2015 nimmt sie an den vom Deutschen Quiz-Verein ausgerichteten Deutschen Quizmeisterschaften teil, 2018 wurde sie die beste Frau.
Seit dem 6. Oktober 2022 ist sie selbst Jägerin bei Gefragt – Gejagt. Ihr „Kampfname“ in der Sendung ist „Die Schlagfertige“.
Gemeinsam mit Adriane Rickel trat sie am 15. September 2023 im „Team Jägerinnen“ beim Quizduell-Olymp an, am 30. April 2024 waren die beiden Gegnerinnen bei Wer weiß denn sowas?.
Schenkel wirkt als Autorin und Comoderatorin beim monatlichen Live-Quiz Riskier dein Bier! in der Moritzbastei mit.